# European Masters in Conference Interpreting

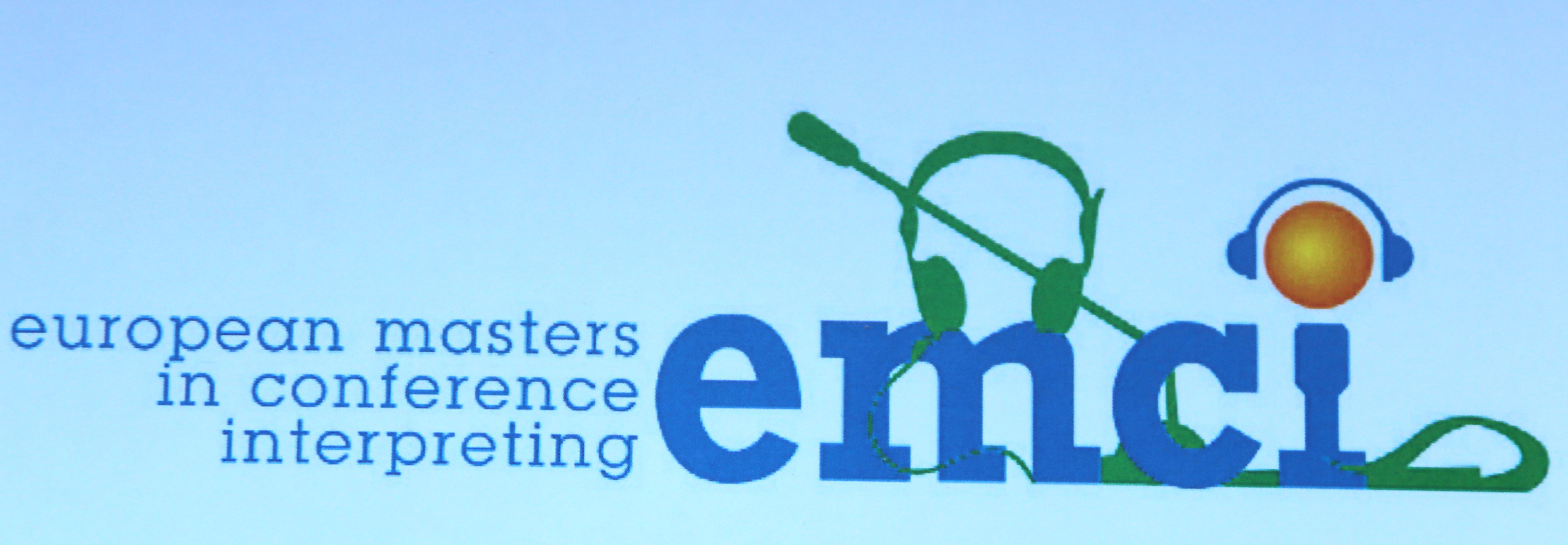
EMCI

European Masters in Conference Interpreting of EMCI is een samenwerkingsverband van opleidingen conferentietolk van verschillende Europese universiteiten.
De eerste stappen voor EMCI werden gezet in 1997; zeven universiteiten richtten toen op vraag van de EU-tolkdiensten een werkgroep op. Het EMCI-consortium werd officieel opgericht op 9 mei 2001. In 2012 werd een nieuwe consortiumtekst ondertekend om van EMCI een internationaler consortium te maken. Het samenwerkingsverband van de tolkopleidingen en de EU-tolkdiensten DG SCIC en DG LINC heeft als doel een gezamenlijk studieprogramma uit te werken voor conferentietolken met passende toelatings- en evaluatienormen. In het Nederlandse taalgebied maakt de Katholieke Universiteit Leuven Campus Brussel  deel uit van de EMCI. Andere EMCI-opleidingen bevinden zich in Parijs (ESIT /ISIT ), Triëst , Warschau , Bologna-Forlì , Stockholm , Madrid , La Laguna , Praag , Ljubljana , Mainz-Germersheim , Cluj-Napoca , Genève , Istanbul   en Boedapest .